# Фиат 124
Фиат 124 е семейна кола, произвеждана от италианския автомобилен производител Фиат между 1966 и 1974. Моделът заменя Фиат 1300 и Фиат 1500.
През 1967 г. Фиат 124 печели наградата Автомобил на годината за Европа.
Автомобилът е снабден с четиритактов двигател с ходов обем 1,2 L, максимална мощност 65 к.с. (49 kW) и 95 Nm максимален въртящ момент. Моделът 124S е снабден с 1,4 L двигател, а 124ST с 1,4 и 1,6 L.
Производството на Фиат 124 се прекратява през 1974, проправяйки пътя на Фиат 131. В Съветския съюз неговата версия Лада се задържа в производстово чак до 1984 г. (1986 г. за комби варианта).

## Близнаци

### Руски
През 1970 г. Фиат е инициатор на построяването на завода АвтоВАЗ в СССР. В завода започва да се произвежда адаптирана за съветските пътни условия версия на Fiat 124, известна като Жигули ВАЗ 2101.

### Индийски
Фиат 124 се произвежда в Индия от Premier Automobiles през 1986 г. като Premier 118NE. Колата е идентична с модела от 1966 г., с изключение на малки козметични промени по предницата. Двигателят обаче е Nissan A12 (1,2 L/52 к.с.).

### Испански
В рамките на лицензното съглашение между Сеат и Фиат, колата се произвежда в Испания под името Сеат 124 от 1968 до 1980 г. Автомобилът се радва на голям успех в кралството.

### Български
Между 1967 и 1971 г. Фиат 124 се произвежда под името Пирин-Фиат в Ловеч, България, но на базата на пълен пакет за сглобяване. Сглобени са 274 броя Фиат 124 берлина и 35 броя Фиат 124 комби .

### Турски
Произвежда се под името Мурат 124 в Бурса, Турция от Tofaş. Между 1971 и 1977 г. са произведени 134 867 автомобила.

### Корейски
Произвежда се в Южна Корея от Ейжа Мотърс под името Фиат-Киа 124, между 1970 и 1975 г.